# Robert Green
Robert Paul Green (Chertsey, Surrey, 18 de janeiro de 1980) é um ex-futebolista inglês que atuava como goleiro. Ele atuou na Premier League, na Liga de Futebol Inglesa e pela Seleção Inglesa de Futebol.

## Carreira

### Norwich City
Nascido em Chertsey, Surrey, Green começou nas categorias de base do Norwich City e fez sua estréia pela equipe principal em 11 de abril de 1999 num clássico local contra o Ipswich Town no Carrow Road que terminou empatado sem gols. No entanto, as oportunidades no time principal foram poucas devido a presença do goleiro Andy Marshall.
Em 2003, Green era um importante jogador para a equipe do Norwich. Ele desempenhou um papel fundamental para que seu time ganhasse a Football League Championship e chegasse a Premier League. No entanto, na temporada seguinte, sua equipe foi rebaixada para a Football League Championship e Green aceitou se transferir para o West Ham a fim de manter sua chances de atuar na seleção inglesa.

### West Ham
Em agosto de 2006 Green assinou um contrato de quatro anos com o West Ham após o clube ter pago 2 milhões de libras para tê-lo em sua equipe. Ele fez sua estreia pelo time em 19 de outubro de 2006 na derrota por 1-0 contra o Tottenham no White Hart Lane.

### Queens Park Rangers
Foi contratado pelo QPR em 21 de junho de 2012, sob contrato de dois anos de duração. Na sua passagem pelo clube, totalizou quatro temporadas completas, sendo titular durante boa parte delas.

## Seleção nacional
Começou a Copa do Mundo FIFA de 2010 como titular da Seleção Inglesa, mas após uma falha (que é provavelmente o lance mais marcante de sua carreira), perdeu para David James.

## Títulos
Norwich City
- Football League Championship: 2003-04

West Ham United
- Football League Championship: 2011-12

Chelsea
- Liga Europa da UEFA: 2018–19

### Individual
- Goleiro do Ano: 2007-08

## Vida pessoal
No verão de 2008, Green subiu o Monte Kilimanjaro, durante um evento de caridade para a AMREF (African Medical Research Foundation). Ele afirmou que o ex-Stoke City Martin Phelan agora treinador, o inspirou a se tornar um guarda-redes depois de uma conversa na escola primária de Green. Ele é um fã de Woking FC.